# Olenecamptus nigromaculatus
Olenecamptus nigromaculatus är en skalbaggsart som beskrevs av Maurice Pic 1915. Olenecamptus nigromaculatus ingår i släktet Olenecamptus och familjen långhorningar.
Artens utbredningsområde är Tibet. Inga underarter finns listade i Catalogue of Life.